# Richard J. Samuels
Richard J. Samuels (2 de novembro de 1951), diretor do Centro de Estudos Internacionais do MIT.